# Garden, an Illustrated Weekly Journal of Gardening in all its Branches
Garden, an Illustrated Weekly Journal of Gardening in all its Branches, abreviado Garden (London), fue una revista con ilustraciones y descripciones botánicas que fue publicada en Londres desde 1871 hasta 1927.